# Gastroptychus novaezelandiae
Gastroptychus novaezelandiae is een tienpotigensoort uit de familie van de Chirostylidae. De wetenschappelijke naam van de soort is voor het eerst geldig gepubliceerd in 1974 door Baba.